# Ebenezer Place, Wick

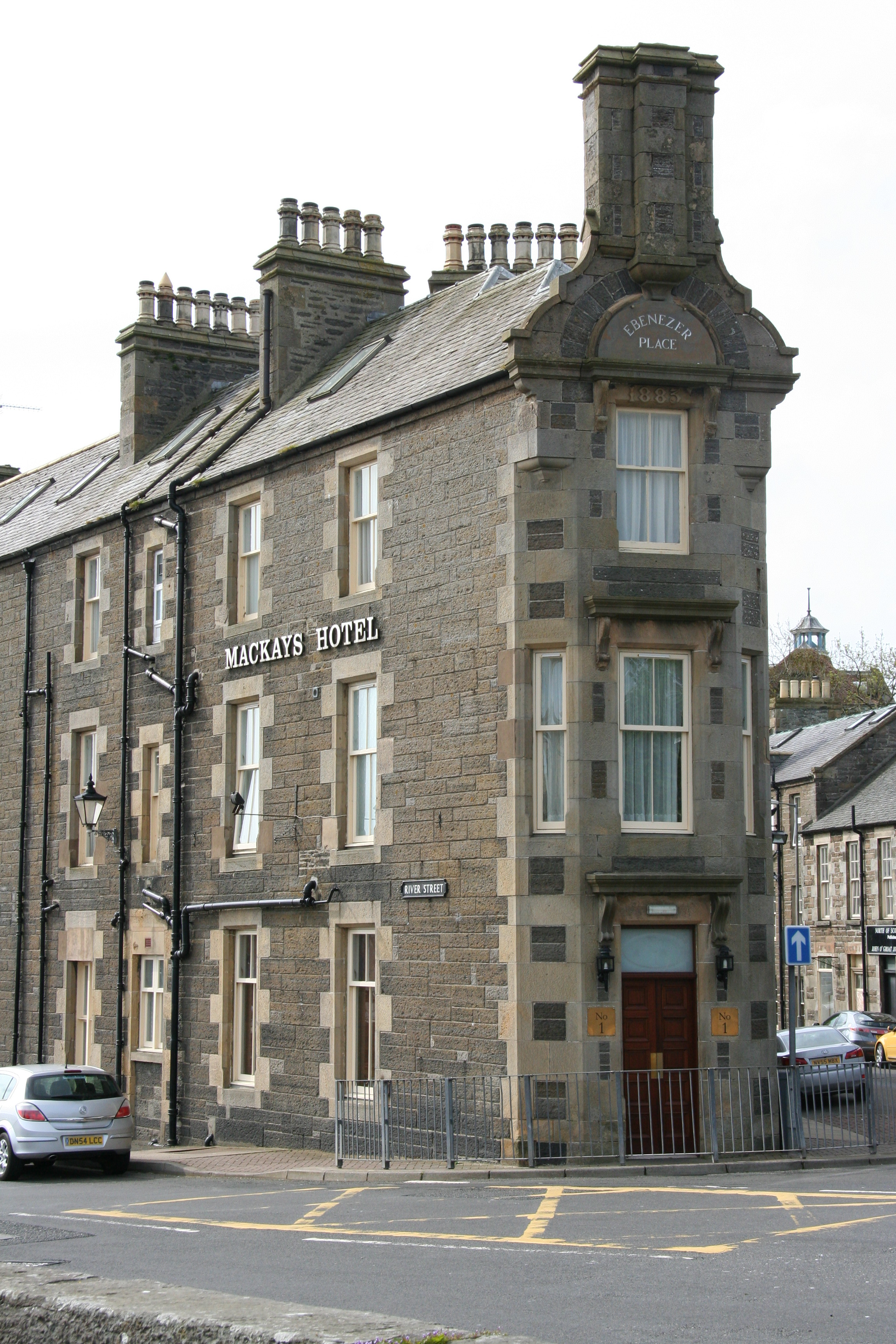
Ebenezer Place, Wick, având Union Street la dreapta și River Street la stânga

Ebenezer Place, în Wick, Caithness, Scoția, este indicată de către Guinness Book of Records ca fiind cea mai scurtă stradă din lume, având doar 2.06 m. 
In 2006, ea a răsturnat recordul precedent (5,2 m (17 ft)) detinut de Elgin Street, Bacup, Lancashire. Strada are doar o singură adresă: intrarea de la numărul 1, care este parte a Hotelului Mackays.
Strada a fost apărut în 1883, când a fost construită clădirea; proprietarul clădirii, hotel la acea vreme, a fost sfătuit să zugravească un nume pe latura cea mai mica a clădirii. A fost delarată stradă în mod oficial în 1887.
În mod normal aceasta locație ar trebui să fie doar intersecția dintre Union Street și River Street.